# Quadraceps ornatus
Quadraceps ornatus är en insektsart som beskrevs av Günter Timmermann 1952. Quadraceps ornatus ingår i släktet Quadraceps och familjen fjäderlöss. Arten är reproducerande i Sverige. Utöver nominatformen finns också underarten Q. o. fuscolaminulatus.